# Alice, Darling
Alice, Darling är en amerikansk romantisk dramathrillerfilm från 2022. Filmen är regisserad av Mary Nighy efter ett manus skrivet av Alanna Francis och Mark Van de Ven. Filmen hade premiär på Toronto International Film Festival den 11 September 2022 och på bio i USA den 20 januari 2023.

## Handling
Filmen kretsar kring Alice (Anna Kendrick) som sitter fast i ett våldsamt förhållande med sin pojkvän Simon (Charlie Carrick). Hon blir involverad i ett ingripande anordnat av hennes vänner någon som Simon är fast besluten att hämnas.

## Rollista (i urval)
- Anna Kendrick - Alice
- Kaniehtiio Horn - Tess
- Charlie Carrick - Simon
- Wunmi Mosaku - Sophie
- Mark Winnick - Marcus
- Carolyn Fe - Customer